# Pombas (Cap Verd)
Pombas (crioll capverdià Pónbas) és una ciutat al nord-est de l'illa de Santo Antão a l'arxipèlag de Cap Verd. És la seu del municipi de Paul. Està situat a la costa, a la desembocadura del Ribeira do Paul 6 km al sud-est de Ribeira Grande i 15,2 km al nord de la capital de l'illa Porto Novo. També es troba a 290 km al nord-oest de la capital, Praia. El poble deu el seu nom al pendent Faj das Pombas i és a prop de Ribeira do Paul.

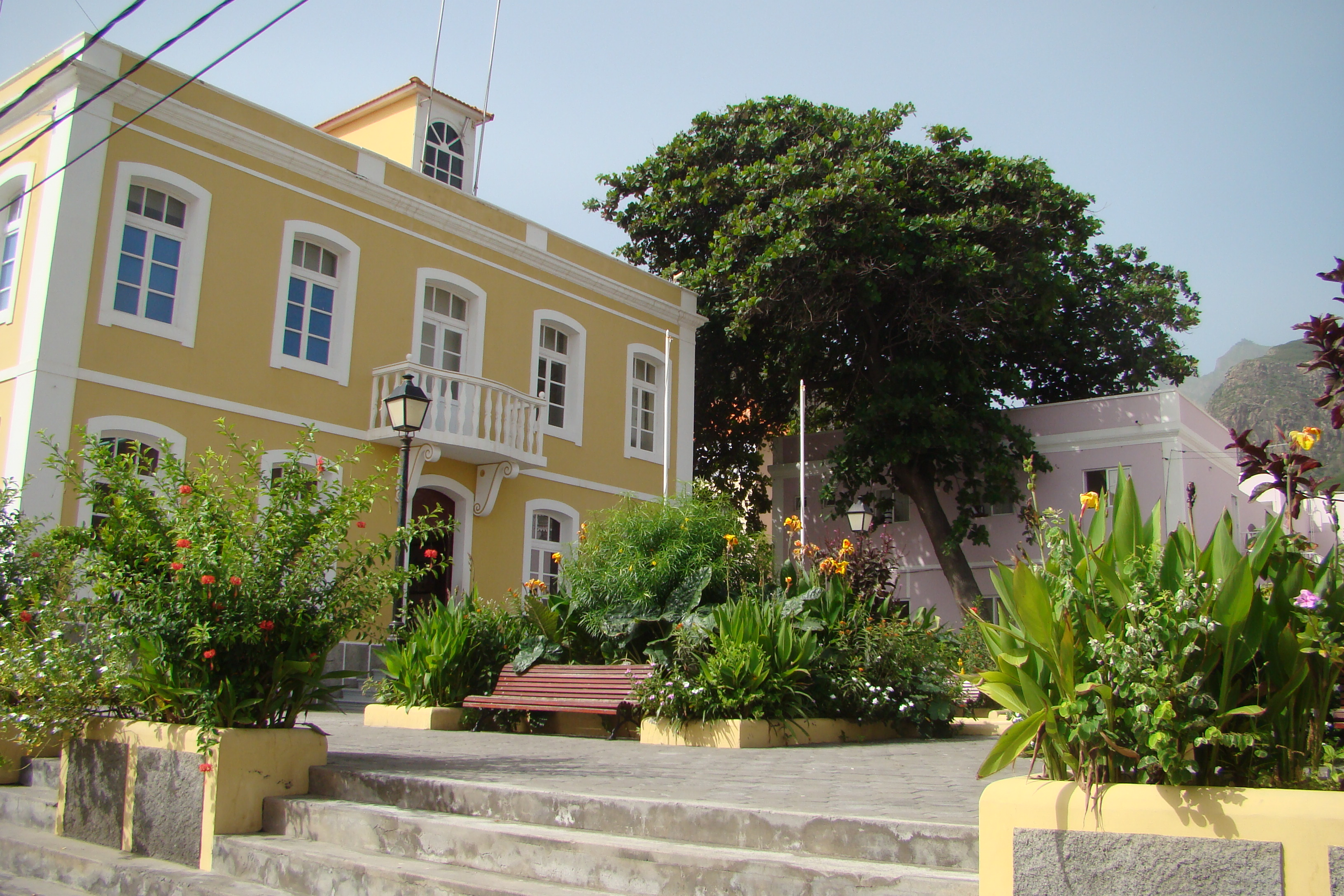
Ajuntament de Pombas, construït amb estil colonial

La ciutat està a la carretera que uneix Ribeira Grande, Paul i Porto Novo a través del punt més oriental que es va obrir al voltant de 2007. El centre urbà es compon de diversos edificis d'estil colonial, com l'església de San António situada per sobre del nivell del mar.
Fou elevada a la categoria de ciutat el 2010, la més recent a Cap Verd.

## Demografia
La població va créixer entre 1991 i 2005, més recentment la majoria de la població rural s'ha traslladat a Mindelo, alguns es van desplaçar a Porto Novo o a Praia.
- 1991: 1,161[2]
- 2000: 1,802[3]
- 2005: 1,818[4]
- 2010: 1,295[5]